# Суперкубок России по регби 2014
Первый Суперкубок России по регби прошёл в среду 7 мая 2014 года в Симферополе. В матче встретились обладатель Кубка России и чемпион России-2013 «Красный Яр» и финалист Кубка России и вице-чемпион страны «Енисей-СТМ». В красноярском дерби победу со счетом 15:6 одержал «Енисей-СТМ».

## Место проведения
Первоначально матч за Суперкубок должен был состояться 5 мая на стадионе «Локомотив» в Нижнем Новгороде, но по рекомендации Государственной думы и Министерства спорта место проведения изменили. Это первый финал внутрироссийского спортивного турнира, который состоялся в Крыму.

## Подробности
| 7 мая 2014 19:00 MSK | Красный Яр              | 6:15 (3:5) | Енисей-СТМ                                                                               | Локомотив, Симферополь Судья: Вадим Пиховкин (Санкт-Петербург) |
| 7 мая 2014 19:00 MSK | Штрафные: Додд (45, 70) |            | Попытки: Курашов (2), Симпликевич (65) Реализации: Кушнарёв (66) Штрафные: Кушнарёв (74) | Локомотив, Симферополь Судья: Вадим Пиховкин (Санкт-Петербург) |